# كاثرين برونيه
كاثرين برونيه هي ممثلة كندية، ولدت في 30 أكتوبر 1990 في كندا.

## وصلات خارجية
- كاثرين برونيه على موقع IMDb (الإنجليزية)
- كاثرين برونيه على موقع ألو سيني (الفرنسية)
- كاثرين برونيه على موقع قاعدة بيانات الفيلم (الإنجليزية)
- كاثرين برونيه على موقع كينوبويسك (الروسية)